# Ammar Ahmed
Ammar Ahmed (arabiska: عَمَّار أَحْمَد), född 3 juli 1988 i Ljungby, är en svensk fotbollsspelare som spelar för United IK. Han har även representerat Nacka Juniors FF i Svenska Futsalligan.

## Karriär
Ahmed är född i Ljungby, men har föräldrar som kommer från Eritrea. Hans moderklubb är Fisksätra IF. Därefter spelade Ahmed för Järla IF, som han lämnade 2003 för AIK. Han fick 2006 pris som AIK:s U-trupps bästa spelare.
Han började sin seniorkarriär 2007 i Väsby United. Därefter blev det tre säsonger för Värmdö IF i division 3 och 2. Säsongerna 2011 och 2012 spelade han för Dalkurd FF i division 1. I december 2012 skrev han på för Superettan-klubben Östersunds FK. Den 31 oktober 2014 skrev Ahmed på ett tvåårskontrakt för Åtvidabergs FF.
I januari 2017 värvades Ahmed av Dalkurd FF, där han skrev på ett tvåårskontrakt. Den 25 januari 2019 värvades Ahmed av Syrianska FC.
Den 10 december 2019 värvades Ahmed av Östers IF, där han skrev på ett tvåårskontrakt. Efter säsongen 2020 kom Ahmed och Öster överens om att bryta kontraktet. I april 2021 värvades han av division 2-klubben United IK.